# Arthrolips nimius
Arthrolips nimius är en skalbaggsart som beskrevs av Thomas Casey 1900. Arthrolips nimius ingår i släktet Arthrolips och familjen punktbaggar. Inga underarter finns listade i Catalogue of Life.